# Jatiel
Jatiel – miejscowość w Aragonii (Hiszpania) w prowincji Teruel. W roku 2004 Jatiel liczyła 63 mieszkańców. Miejscowość liczy 11 km². 
Współrzędne geograficzne: 41°13′10.27″N.

## Demografia
| rok  | liczba ludności |
| ---- | --------------- |
| 1991 | 76              |
| 1996 | 72              |
| 2001 | 54              |
| 2004 | 63              |